# Alain Lombard
Alain Lombard (Parigi, 4 ottobre 1940) è un direttore d'orchestra francese.

## Carriera
È stato il principale direttore della Orchestra filarmonica di Strasburgo dal 1972 al 1983 e il principale conduttore dell'Opéra national du Rhin dal 1972 al 1980.
Dal 1980 al 1983 è direttore musicale dell'Opéra national de Paris e dal 1988 al 1995 dell'Orchestre national de Bordeaux e dell'Opéra national de Bordeaux-Aquitaine.
Dal 1979 al 1990, divenne primo direttore ospite della Residentie Orkest dell'Aja.
Nel 1999 è direttore principale e nel 2005 è nominato direttore onorario dall'Orchestra della Svizzera italiana.